# 프롱트낵 요새 전투
프롱트낵 요새 전투(Battle of Fort Frontenac, 프랑스어: Bataille de Fort Frontenac)는 프렌치 인디언 전쟁 중 1758년 8월 26일부터 같은 해 8월 28일에 걸쳐 프랑스와 영국 사이에서 벌어진 전투이다. 이 전투의 무대가 된 프롱트낵 요새는 프랑스의 요새이며, 모피 교역을 하는 교역소이기도 했다. 온타리오 호수와 세인트로렌스강의 접점에 위치하고 있었으며, 영국군 중령 존 브래드스트리트에 의해 점령당했다. 교역소에는서 80만 리브르의 가치 있는 물자가 남아 있었다.

## 배경
1758년 영국군의 군사 작전에는 세 가지 주요한 목적이 있었다. 그 중 하나의 목적인 루이부르루 요새의 공략은 성공했다. 뒤켄 요새는 11월 말에 영국군이 결과적으로 점령할 수 있었다. 또 하나는 7월 8일에 발발한 카리용 전투였지만, 이 전투에서 제임스 아베크롬비 장군 휘하의 16,000명의 군사를 포함한 원정대가 카리용 요새(현재 타이컨더로가 요새)의 공략을 노렸지만, 인원으로 훨씬 적은 프랑스 군에게 완패했다. 이 패배를 받아 아베크롬비의 ‘부하’들은 책임을 회피할 길을 모색했다.

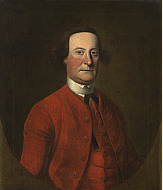
존 브래드스트리트

영국군 중령 존 브래드스트리트는 프롱트낵 요새 공략을 빨리 할 수 있도록 여러 번 요청했다. 이 요새는 프랑스 교역소이자, 온타리오 호수의 북쪽 해안에 있고, 호수에서 세인트로렌스강으로 흘러드는 장소에 있었다. 아베크롬비는 카리용 요새를 공격하는데 전력이 필요하다고 말하면서 처음에는 그 제안을 반대했다. 그러나 브래드스트리트가 제안한 모호크강을 거슬어 올라 가 오스위고 요새로 간 뒤 온타리오 호수 건너편, 프롱트낵 요새를 습격하는 방법에는 찬성했다.
브래드스트리트는 스키넥터디에서 군사를 집결시켰다. 135명의 정규군과 뉴욕, 매사추세츠 만, 뉴저지, 로드아일랜드의 식민지 소집한 3,500명의 민병대와 군대로 구성되어 있었다. 8월 21일에 오스위고 요새 유적지에 도착할 때까지 600명의 병사가 도주해서 이탈했다. 이 길은 프랑스 군과 인디언 동맹군의 습격을 받을 가능성은 낮았으나, 2년 정도 실질적으로 사용되지 않은 길에다 나무가 무성하고 수로는 일부가 갯벌에서 막혀 있고, 짐을 실은 보트가 강바닥이 얕아 지면에 부딪혀 버렸다. 브래드포트가 이끄는 강어선을 이용한 소함대는 온타리오 호수를 가로 질러 적의 공격을 받지 않고 프롱트낵 요새에서 1마일 (1.6km) 지점에 도착했다.
프롱트낵 요새는 인디언과 프랑스의 모피 무역에 중요한 교역소였다. 이곳을 통한 교역은 매우 번성했고 일부 인디언들은 싸게 영국 상품을 다수 입수할 수 있는 뉴욕의 올버니의 교역소보다 프랑스와의 교역을 더 선호했다. 잘게 부순 석회암으로 건설된 요새는 최소 인원의 주둔군 밖에 없었다. 100명 정도의 프랑스 정규군에, 민병대와 인디언이 몇몇이 조지 왕 전쟁을 경험한 베테랑 피에르 자크 파이안(Pierre-Jacques Payen de Noyan et de Chavoy)의 지휘를 받고 있었다. 요새는 원래 더 많은 인원으로 보호되었어야 했지만, 최소한의 인원 밖에 두지 않은 것은 누벨프랑스의 방어에 인원이 할당되었기 때문이었다. 따라서 캐나다의 다른 곳을 방어하기 위한 인원은 줄어들 수밖에 없었다. 노이안은 인디언 척후가 영국 병사 몇몇을 포로로 잡은 것을 보고 브래드스트리트의 원정대가 다가오고 있다는 것을 알고서 신경을 곤두세우고 있었다. 또한 몬트리올 당국도 증원 부대를 편성하고 있었지만, 영국군의 도착이 훨씬 더 빨랐다.

## 전투

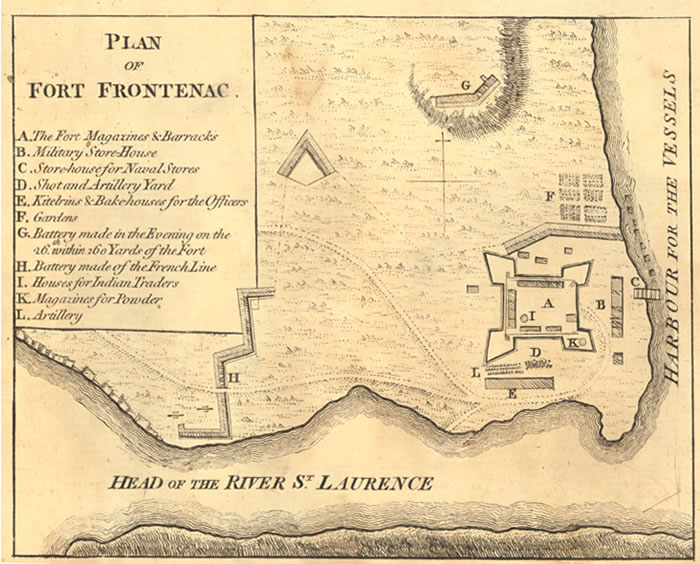
영국군의 포진을 보여주는 1763년 지도

도착 후 밤이 되고 나서 브래드스트리트의 병사는 대포를 세우고, 노후화 된 요새 주위에 참호를 파기 시작했다. 또한 요새 앞에 정박하고 있는 프랑스 선박 2척에 타려고 했지만 이것은 실패로 돌아갔다. 8월 26일 아침, 영국군의 포격이 시작되었고, 프랑스 주둔 부대는 대포와 소총으로 응전했지만, 영국군에 별 효과를 보지 못했다. 27일에도 요새 주둔 부대와 요새에서 약 북서쪽으로 200야드(약 183m) 거리에 고정시킨 영국군의 대포와의 교전은 계속되었다. 28일 아침, 두 척의 프랑스 선박이 전쟁을 피해 요새에서 떠나려고 했지만, 끊임없는 영국군의 포격을 받아 좌초당했다. 노이안은 짧은 작전 회의를 개최한 후 백기를 내걸었다.

## 결과
프롱트낵 요새를 공략한 영국군은 오하이오 영토를 향해 보내질 예정이었던 상당한 양의 보급품을 가로챌 수 있었다. 60대의 대포(프랑스 군이 한때 오스위고 요새에서 빼앗은 것도 포함)가 발견되었고, 무엇보다 수백 통의 식량도 있었다. 뉴잉글랜드의 민병대들에게 가장 큰 보상은 세인트 로렌스 강을 통해 몬트리올에 출하되는 포장된 모피였다. 영국군이 손에 넣은 물건은 대충 추정하여 80만 리브르의 가치가 있었다. 브래드스트리트는 요새를 떠나 돌아가기 전에 철저하게 파괴하도록 명령했기 때문에 음식의 대부분은 오스위고로 돌아가기 전에 불태웠고, 다른 전리품을 챙겨 요새에 있던 배를 썼다. 브래드스트리트는 노이안에게 포로로 잡은 프랑스 병사들과 동수의 영국 포로를 돌려주도록 약속받은 후 그 포로들을 풀어 주었다. 그후 프랑스 군은 몬트리올로 돌려보냈다. 그들은 몬트리올에서 출발한 원군과 마주쳤다. 프랑스는 보급과 방어 기지용으로 프레종따시옹 요새(Fort de La Présentation, 현재 뉴욕의 오그덴즈버그)를 세웠다. 프롱트낵 요새는 1759년 잠시 주둔지로 사용되었지만, 1760년 9월 몬트리올 함락으로 전쟁이 끝나게 되면서 다시는 중요한 군 기지로 사용되지 않았다.
누벨 프랑스의 총독인 보드레이유 백작은 프랑스의 패배에 모든 책임을 졌고, 영국군이 “프랑스의 배가 정박해 있었기 때문에 영국군이 감히 온타리오 호수에 넘어오지 않을 것”이라고 믿었다고 털어놨다. 그러나 보도루이유는 노이안을 퇴역시키지 않을 수 없었다. 노이안은 프랑스로 돌아와 잠시 횡령 혐의로 바스티유 감옥에 수감되었고, 결국 6 리브르의 벌금을 부과받았다.

## 참고 문헌
- Smollet, Tobias (1822), 《A Complete History of England》, 런던: Baynes and Son
- Preston, Richard (1958), “Royal Fort Frontenac”, 《Publications of the Champlain Society》 (The Champlain Society) (온타리오 시리즈 2), 2011년 3월 20일에 확인함
- Fowler, William M (2005), 《Empires at war: The French and Indian War and the Struggle for North America 1754-1763》, 뉴욕: Walker & Company, ISBN 0-8027-1411-0